# بگذار تا مقابل روی تو بگذریم
غزل با مطلعِ «بگذار تا مقابل روی تو بگذریم» غزلی است از سعدی در بحر مضارع.

## متن
در تصحیحِ محمّدعلی فروغی این غزل ده بیت دارد و شمارهٔ ۴۳۷ است.

## توضیحات متن
این غزل معروف محتوایی عرفانی دارد اما در آن مرز بین غزل عاشقانه و عارفانه در هم تداخل پیدا کرده است.
اسماعیل امینی در کتاب لبخند سعدی در مورد مطلع غزل، «بگذار تا مقابل روی تو بگذریم / دزدیده در شمایل خوب تو بنگریم»، به جنبه طنزآمیزی سعدی اشاره می‌کند و می‌نویسد که «نکته طنزآمیز اینجاست که صاحب روی زیبا آنقدر بداخلاق است که یک نظر به روی نیز باید با کسب اجازه باشد.»
سید اکبر میرجعفری در نقد این نظر به قرینه ابیاتی دیگر از سعدی می‌گوید که لفظ «بگذار» در غزلیات سعدی صرفاً به معنای «کسب اجازه» نیست.
به گفتهٔ سعید حمیدیان، این غزل شروعی وقوعی دارد، یعنی شاعر از ملموس‌ترین شیوه تجسم برای شروع کردن بیان مجردترین موارد استفاده می‌کند. به باور حمیدیان سعدی پیشرو وقوعی‌سرایان قرن‌های بعدی است.
احمد اکبرپور با اشاره به بیت دوم «شوق است در جدایی و جور است در نظر / هم جور به که طاقت شوق نیاوریم» سعدی را در تقابل با سنت ادبی تقدیرگرای غزل‌سرایان فارسی می‌بیند و می‌گوید که «در فضای غالب تغزل، معمولاً عاشقی دردمند و غالباً هجران‌زده را داریم و معشوقه‌ای ستمگر و کافرکیش. در چنین مواردی شاعر حاضر است که تمامت عمر را در هوا و خیال معشوق سیر کند و انگار که به دیدن جسمانی او هیچ نیازی نیست. سعدی هر چند کاملاً از این دایرهٔ تقدیر ادبی بیرون نرفته است، اما با تمهیداتی آن را کمرنگ کرده و در غالب اشعار، حضور فیزیکی معشوق و احیاناً بدخلقی‌هایش را به دوری و هجران رمانتیک ترجیح می‌دهد.»
در بیت پنجم («گفتی ز خاک بیشترند اهل عشق من / از خاک بیشتر نه که از خاک کمتریم») صنایع ادبی تکرار (خاک)، تجاهل العارف (تظاهر به نادانی)، تضاد، قلب مطلب، و اسلوب الحکیم (تحریف عمدی پرسش و پاسخ دادن بنابه معنایی که مقصود گوینده نبوده) به کار رفته است و در نهایت پایان‌بندی بیت با واژهٔ «کمتریم» خواننده را غافلگیر می‌کند و در حکم ضربهٔ نهایی است.

## استقبال
حافظ در غزلی با مطلع «بگذار تا ز شارع میخانه بگذریم / کز بهر جرعه‌ای همه محتاج این دریم» از این غزل استقبال کرده است.
سیروس شمیسا با مقایسه این دو غزل از سعدی و حافظ، دو شاعر را با هم مقایسه می‌کند و می‌گوید که در غزل سعدی «معنی همه ابیات در عین هنری بودن صریح و قطعی است، بلکه به حدی صریح و قطعی است که تبدیل آن‌به نثر دشوار است،» ولی در غزل حافظ با ترجمه به نثر شعر را از دست می‌دهیم و گرفتار بدعت تبدیل می‌شویم.
منوچهر مرتضوی احتمال تأثر حافظ از این غزل سعدی را ضعیف می‌داند.
مصرع دوم بیت هشتم («از دشمنان برند شکایت به دوستان / چون دوست دشمن است شکایت کجا بریم؟») به ضرب‌المثلی در زبان فارسی تبدیل شده است. خوانندهٔ رپ فارسی یاس در آهنگ بیم این بیت را تضمین کرده است. «ببینی چهارستونت رفت به رهن ترس-/که خورده به ایست-/این قومِ گُمِ توبه نِویس/یه طعمهٔ ریز، بقول کهنه رئیس-/از دشمنان برند شکایت به دوستان/
چون دوست دشمن است شکایت کجا بریم؟»

## اجرا
محمّدرضا شجریان در آلبومِ نوا، مرکب‌خوانی و تحت عنوان «آواز و نی» این غزل را اجرا کرده است. محسن نامجو، سالار عقیلی، و دلکش نیز این شعر را به آواز خوانده‌اند.

## ترجمه
این غزل به زبان‌های انگلیسی (آرتور آربری، هما کاتوزیان، دومینیکو اینجنیتو)،
آلمانی (وان ریتر)،
ترکی (برنا قره‌گوزاوغلو)
و … ترجمه شده است.